# The Villainess
The Villainess (en hangul, 악녀) es una película de acción surcoreana de 2017, dirigida por Jung Byung-gil y protagonizada por Kim Ok-bin. La película tuvo su estreno mundial en el 70.º Festival de Cine de Cannes en mayo de 2017.

## Sinopsis
En la escena de apertura, una asesina anónima entra en un pasillo eliminando a decenas de hombres con su arma de fuego y cuchillos antes de ser rodeada por la policía esbozando una sonrisa sombría.
Es drogada y operada después de despertar en las instalaciones de una organización. Mientras se recupera, tiene el recuerdo de un hombre tratando de reanimarla luego de un ejercicio de contención de respiración. Él la llama Sook-hee.
Sook-hee ha sido reclutada por la agencia de inteligencia surcoreana, dirigida por una mujer llamada Kwon-sook, quien le dice que puede darle un nuevo comienzo a su vida, pues el organismo ha fingido su muerte. Kwon-sook le ha dado una nueva identidad y nombre, Chae Yeon-soo, sin embargo Yeon-soo solo quiere morir,  hasta que le informan que está embarazada. Kwon-sook le ofrece un trato: entrenarse y trabajar como un agente, y tendrá su libertad después de 10 años de servicio. Yeon-soo acepta y mientras realiza el entrenamiento, da a luz a su hija, Eun-hye.
Kwon-sook le da a Yeon-soo, una carpeta con la información de su primera "tarea". Cuando ella elimina al objetivo, ve a la hija de este en las escaleras. Esto desencadena un flashback a la edad de 7 años, cuando Sook-hee vio morir a su padre escondida debajo de la cama sin poder ver el rostro del asesino; sólo se le oye silbar una extraña melodía. Sook-hee es vendida a una red de prostitución y cuando está a punto de ser violada por un cliente, un hombre desconocido aparece y la rescata. Su nombre es Lee Joong-sang y fue quien entrenó a Sook-hee para ser una asesina.
Después de haber completado su primera asignación, Yeon-soo es liberada de las instalaciones para continuar trabajando desde su propio apartamento junto a su pequeña hija Eun-hye. Sin que Yeon-soo se entere, Kwon-sook ha colocado un agente en el apartamento vecino. Su nombre es Jung Hyun-soo, cuya misión es ser amigable con ella y mantenerla vigilada.
Después de algún tiempo, Yeon-soo le pregunta Hyun-soo si quiere verla en una obra de teatro. Poco después se convierten en esposos. Hyun-soo esta realmente enamorado de Yeon-soo, pero todo se complica cuando ella recibe la misión de eliminar a un objetivo durante el día de su boda, que resulta ser Lee Joong-sang,  no completa la misión y además descubre que su esposo es un agente de la agencia de inteligencia surcoreana.
La agencia toma a Yeon-soo en custodia. Mientras tanto, la pandilla de Joong-sang llega a la casa de Hyun-soo y Eun-hye. Hyun-soo trata de decirle a Joong-sang (en el teléfono) que Eun-hye es su hija, con la esperanza de que no le haga daño. Joong-sang no le importa la niña y le pide a Hyun-soo que la mate a cambio de su propia vida. Hyun-soo, intenta luchar contra la banda, pero queda inconsciente y es dejado con la niña y una bomba.
Joong-sang finge el "rescate" de Yeon-soo de la custodia de la agencia, pero al llegar a su apartamento, observa cómo la bomba explota y Hyun-soo y su hija mueren. Ella piensa que es obra de la agencia y busca enfrentar a Kwon-sook, pero Kwon-sook le revela toda la verdad.
Yeon-soo es consumida por la venganza y va en busca de Joong-sang y su banda a un garaje de estacionamiento. Asesina a todos los miembros de la banda en el garaje y se enfrenta a Joong-sang, que se escapa a la calle y se encuentra con el resto de su pandilla; todos ellos escapan en un autobús. Yeon-soo va tras ellos y elimina a todos los pandilleros en el autobús que termina volcándose, y finalmente sostiene un hacha sobre la nuca de Joong-sang. Él baja su cabeza  y comienza a silbar una extraña melodía. Ella golpea el cuello de Joong-sang con el hacha antes de salir de entre los escombros con la policía rodeándola; sonríe sombriamente de nuevo.

## Elenco
- Kim Ok-bin como Sook-hee/Chae Yeon-soo
  - Min Ye-ji como Sook-hee (joven)
- Shin Ha-kyun como Lee Joong-sang
- Sung Joon como Jung Hyun-soo
- Kim Seo-hyung como Kwon-sook
- Jo Eun-ji como Kim Sun
- Lee Seung-joo como Choon-mo
- Son Min-ji como Min-joo
- Kim Yeon-woo como Eun-hye

### Cameo
- Jung Hae-kyun como Jang-chun
- Park Chul-min como el padre de Sook-hee.
- Kim Hye-na como la novata en entrenamiento.

## Liberación
The Villainess fue lanzada en los cines de Corea del Sur el 8 de junio de 2017.
De acuerdo con la distribuidora Next Entertainment World, la película fue vendida antes de su estreno local a 115 países, incluyendo América del Norte, América del Sur, Francia, Alemania, España, Italia, Australia, Taiwán y Filipinas. También fue vendida a territorios adicionales que incluye a Japón, China, Singapur e India, aumentando a un total de 136 países en todo el mundo.

## Recepción
The Villainess recibió cuatro minutos de ovación en el Festival de Cine de Cannes.
Además, se proyectó en el 16 New York Asian Film Festival, celebrado del 30 de junio al 16 de julio de 2017. En el festival, recibió el Premio a la Excelencia del Cine de Acción Daniel E. Craft.
En la web Rotten Tomatoes, tiene un "Certificado Fresco" con índice de aprobación de 83% basada en 71 comentarios con una puntuación media de 6.9/10. En el sitio del consenso crítico se lee, "The Villainess ofrece suficiente cinética pura emoción para satisfacer a los entusiastas de este género y tallar un sangrienta nicho para sí mismo en el el cine de acción surcoreano." Metacritic le dio a una calificación de 64/100, lo que indica "críticas generalmente favorables".

## Premios y nominaciones
| Premio                                    | Categoría                                                | nominación     | Resultado | Ref.   |
| ----------------------------------------- | -------------------------------------------------------- | -------------- | --------- | ------ |
| 16th New York Asian Film Festival         | Daniel E. Craft Premio a la excelencia en cine de acción | The Villainess | Ganador   | [ 9 ]  |
| 21st Fantasia International Film Festival | GURU Prize for Best Action Feature Film                  | The Villainess | Ganador   | [ 10 ] |
| 26th Buil Film Awards                     | Mejor actriz                                             | Kim Ok-bin     | Nominado  | [ 11 ] |
| 26th Buil Film Awards                     | Mejor Cinematografía                                     | Park Jung-hun  | Ganador   | [ 11 ] |
| 1st The Seoul Awards                      | Mejor actriz                                             | Kim Ok-bin     | Nominado  | [ 12 ] |
| 1st The Seoul Awards                      | Mejor actriz de reparto                                  | Kim Seo-hyung  | Nominado  | [ 12 ] |
| 54th Grand Bell Awards                    | Mejor actriz                                             | Kim Ok-bin     | Nominado  | [ 13 ] |
| 54th Grand Bell Awards                    | Mejor iluminación                                        | Lee Hae-won    | Nominado  | [ 13 ] |
| 54th Grand Bell Awards                    | Mejor Cinematografía                                     | Park Jung-hun  | Ganador   | [ 13 ] |
| 54th Grand Bell Awards                    | Mejor edición                                            | Heo Sun-mi     | Nominado  | [ 13 ] |
| 54th Grand Bell Awards                    | Technical Award                                          | The Villainess | Ganador   | [ 13 ] |
| 38th Blue Dragon Film Awards              | Mejor cinematografía e iluminación                       | The Villainess | Nominado  | [ 14 ] |
| 38th Blue Dragon Film Awards              | Best Technical Achievement - Stunts                      | The Villainess | Ganador   | [ 14 ] |
| 38th Blue Dragon Film Awards              | Mejor actriz                                             | Kim Ok-bin     | Nominado  | [ 14 ] |
| 18th Busan Film Critics Awards            | Technical Award                                          | Park Jung-hun  | Ganador   | [ 15 ] |
| 18th Busan Film Critics Awards            | Technical Award                                          | Kwon Kwi-deok  | Ganador   | [ 15 ] |
| 54th Baeksang Arts Awards                 | Mejor actriz                                             | Kim Ok-bin     | [ 16 ]    |        |
| 23rd Chunsa Film Art Awards               | Mejor actriz                                             | Kim Ok-bin     | Ganador   | [ 17 ] |